# Лебедев, Николай Иванович (кинорежиссёр)
Никола́й Ива́нович Ле́бедев (9 августа 1897, Гусь-Мальцевский, Владимирская губерния — 9 октября 1989, Ленинград) — советский киноактёр, кинорежиссёр и киносценарист. Народный артист РСФСР (1969), лауреат Сталинской премии третьей степени (1950).

## Биография
Родился 28 июля (9 августа) 1897 года в Гусь-Хрустальном (ныне Владимирской области) в семье столяра-модельщика, окончил двухклассную школу. В 1911—1916 годах учился в Мальцовском ремесленом училище во Владимире, работал техником на железной дороге, преподавал в училище.
В 1918 году добровольцем вступил в РККА. Сражался под Царицыном, на Юго-Восточном и Северо-Кавказском фронтах, командовал автомотоциклетной ротой. Демобилизовался в 1921 году, до 1922 года работал техником-строителем в Гусь-Хрустальном, затем переехал в Петроград.
Начал сниматься в кино в 1923 году, в 1925 году окончил актёрский факультет Ленинградского института экранного искусства. С 1927 года работал ассистентом режиссёра на картинах «Право на жизнь» (1928), «Чёрный парус» (1929) на Ленинградской фабрике «Совкино» (в дальнейшем — «Ленфильм»), с 1929 года — режиссёром. В 1930 году вышел его совместный с Наумом Угрюмовым дебют — «Настоящие охотники».
Бо́льшая часть его фильмов предназначалась для детской и юношеской аудитории. Наиболее ярким фильмом той поры стал «Федька», критика окрестила его «детским Чапаевым».

…Беззаветная отвага юного героя гражданской войны воодушевляла тех, которые вскоре стали молодыми героями войны Отечественной. Да, именно на гайдаровских книгах и лебедевских кинокартинах воспитывались будущие Викторы Талалихины, Ульяны Громовы, Сергеи Тюленины.
— Анатолий Алексин, писатель
Участник Великой Отечественной войны, лейтенант, в течение всей блокады был на Ленинградском фронте. Служил в 7 стрелковом полку 20-й дивизии НКВД, в эвакуационном госпитале 259. Участвовал в войне с Японией. По окончании — вновь режиссёр на «Ленфильме».

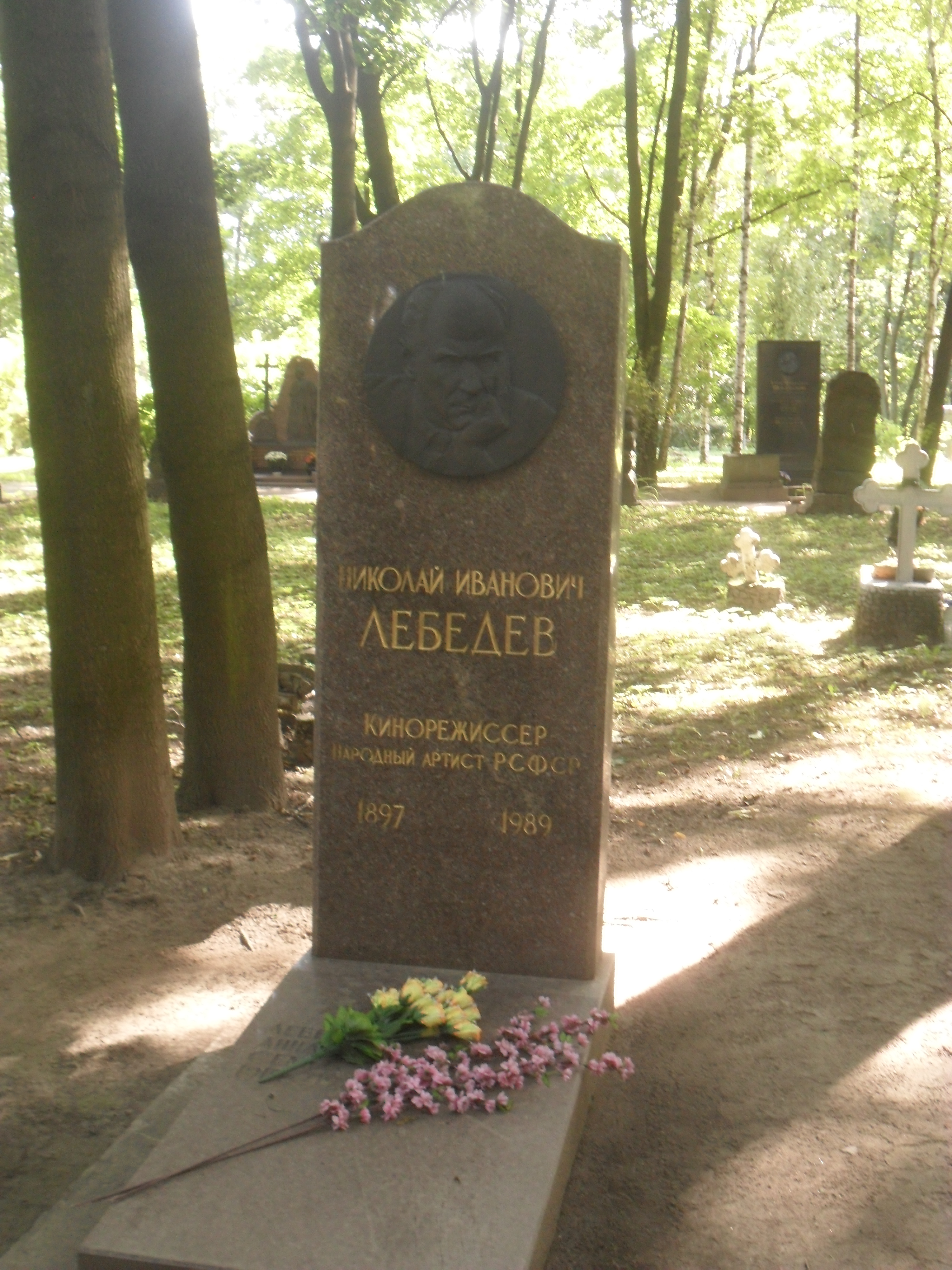
Могила Н. И. Лебедева на Литераторских мостках

Художественный руководитель фильма «Горячая душа» (1959).
Член ВКП(б) с 1945 года, член Союза кинематографистов СССР (Ленинградское отделение).
Николай Иванович Лебедев скончался 9 октября 1989 года в Ленинграде. Похоронен на Литераторских мостках Волковского кладбища.

## Фильмография

### Актёр
1. 1926 — Декабристы — князь Оболенский
2. 1926 — Соперники — Рязанцев, машинист
3. 1927 — Турбина № 3 — Кожура, механик
4. 1928 — Сторона лесная — Шипун
5. 1928 — Третья молодость — Пал Палыч
6. 1960 — Нормандия — Неман — полковник Синицын

### Режиссёр
1. 1930 — Настоящие охотники / Юные натуралисты (совместно с Н. Угрюмовым)
2. 1931 — Зыбун (совместно с В. Яковлевым)
3. 1931 — Товарный № 717
4. 1933 — Солдатский сын
5. 1934 — На Луну с пересадкой
6. 1936 — Федька
7. 1938 — Детство маршала
8. 1940 — Наездник из Кабарды
9. 1949 — Счастливого плавания!
10. 1952 — Навстречу жизни
11. 1953 — Честь товарища
12. 1955 — Гвоздь программы
13. 1957 — На переломе
14. 1958 — Андрейка
15. 1961 — Девчонка, с которой я дружил
16. 1963 — Мандат
17. 1967 — Зимнее утро
18. 1969 — Невероятный Иегудиил Хламида
19. 1971 — Найди меня, Лёня!
20. 1974 — В то далёкое лето…
21. 1977 — Ждите меня, острова! (совместно с Иосифом Шапиро)
22. 1979 — В моей смерти прошу винить Клаву К. (совместно с Эрнестом Ясаном)

### Сценарист
1. 1930 — Настоящие охотники / Юные натуралисты (совместно с Н. Катковым, Н. Угрюмовым)
2. 1933 — Солдатский сын
3. 1938 — Детство маршала (совместно с Л. Муром, И. Всеволожским)
4. 1955 — Гвоздь программы

## Премии и награды
- Медаль «За оборону Ленинграда».[7]
- Медаль «За победу над Германией в Великой Отечественной войне 1941—1945 гг.» (9 мая 1945 года).[10]
- Орден Красной Звезды (26 мая 1945 года).[11]
- Сталинская премия третьей степени (1950) — за фильм «Счастливого плавания!» (1949).[4]
- Орден «Знак Почёта» (1950) — за выдающиеся заслуги в развитии советской кинематографии, в связи с 30-летием.[12]
- Главный приз ВКФ (1959) по разделу детских фильмов, фильм «Андрейка» (1958).
- Заслуженный деятель искусств РСФСР (30 июня 1959 года).
- Народный артист РСФСР (29 сентября 1969 года) — за заслуги в области советской кинематографии.[13]
- Золотой приз МКФ в Москве (1969)[14] и диплом за лучший детский фильм — «Зимнее утро» (1967).
- Вторая премия ВКФ (1980) по разделу детских фильмов, фильм «В моей смерти прошу винить Клаву К.».[15]
- Главный приз XVIII Международного кинофестиваля в Хихоне (Испания; 1980) — за фильм «В моей смерти прошу винить Клаву К.».
- Государственная премия РСФСР имени Н. К. Крупской (1981) — за фильм «В моей смерти прошу винить Клаву К.» (1979).[4]
- Орден Отечественной войны I степени (6 апреля 1985 года).[16]